# 1re cérémonie des Victoires de la musique
 (avril 2025).
Si vous disposez d'ouvrages ou d'articles de référence ou si vous connaissez des sites web de qualité traitant du thème abordé ici, merci de compléter l'article en donnant les références utiles à sa vérifiabilité et en les liant à la section « Notes et références ».
La 1re cérémonie des Victoires de la musique a lieu le 23 novembre 1985 au Moulin-Rouge. Elle est retransmise sur Antenne 2.

## Palmarès
Les gagnants sont indiqués ci-dessous en tête de chaque catégorie et en caractères gras.

### Artiste interprète masculin

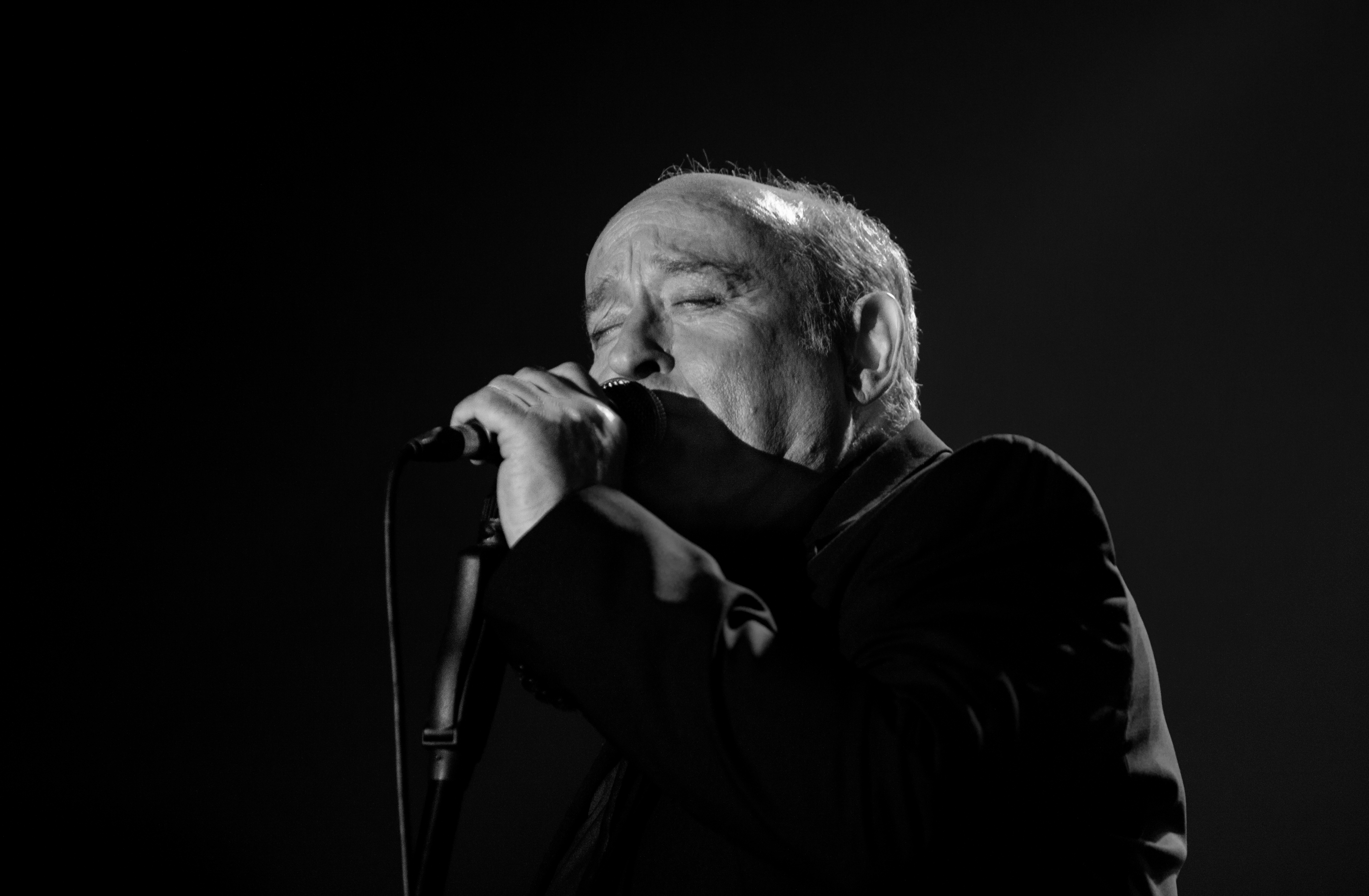
Michel Jonasz, artiste masculin.

- Michel Jonasz
  - Julien Clerc
  - Jean-Jacques Goldman

### Artiste interprète féminine

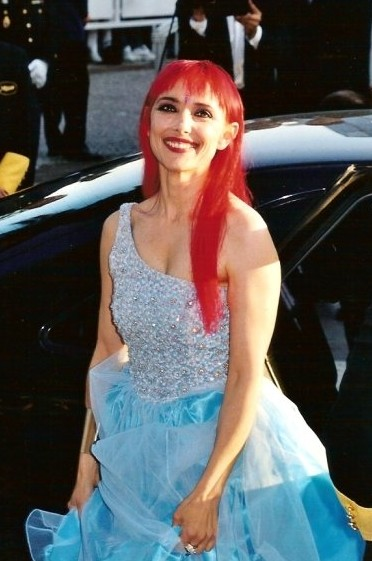
Jeanne Mas, artiste féminine et révélation.

- Jeanne Mas
  - France Gall
  - Catherine Ringer

### Artiste étranger

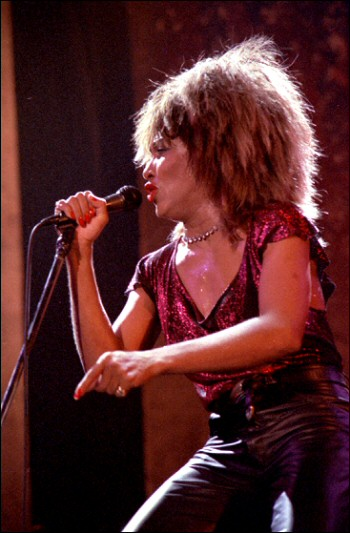
Tina Turner, artiste étranger.

- Tina Turner
  - Bruce Springsteen
  - Sting

### Révélation variétés
- Jeanne Mas
  - Étienne Daho
  - Marc Lavoine

### Album de chansons
- Love on the Beat de Serge Gainsbourg
  - Aime-moi de Julien Clerc
  - Unis vers l'uni de Michel Jonasz

### Album rock
- Un autre monde de Téléphone
  - Rock'n'Roll Attitude de Johnny Hallyday
  - 3 d'Indochine

### Album de variété instrumentale
- Zoolook de Jean-Michel Jarre
  - Rainbow de Caravelli
  - Trompettes tropicales de Georges Jouvin

### Chanson
- La Boîte de jazz de Michel Jonasz (paroles et musique : Michel Jonasz)
  - Marcia Baïla des Rita Mitsouko (paroles : Catherine Ringer - musique : Fred Chichin)
  - Melissa de Julien Clerc (paroles : David McNeil - musique : Julien Clerc)

### Spectacle musical
- Julien Clerc à Bercy
  - Jacques Higelin à Bercy
  - Michel Jonasz au Palais des Sports

### Album francophone
- Ils s'aiment de Daniel Lavoie (Canada)
  - Dioxine de Carbone et son rayon rose de Diane Dufresne (Canada)
  - Paris Ziguinchor de Touré Kunda (Sénégal)

### Disque pour enfants
- Les Petits Ewoks de Dorothée
  - Élémentaire mon cher Balou de Douchka
  - Le Mystérieux Voyage de Marie-Rose de Chantal Goya

### Compositeur de musique de film
- Éric Serra pour Subway
  - Michel Legrand pour Paroles et Musique
  - Jean-Claude Petit pour Tristesse et Beauté

### Vidéo-clip
- Pull marine d'Isabelle Adjani, réalisé par Luc Besson
  - Marcia Baïla des Rita Mitsouko, réalisé par Philippe Gautier
  - Je marche seul de Jean-Jacques Goldman, réalisé par Bernard Schmitt

### Arrangement ou réalisation de disque
- Michel Jonasz, Gabriel Yared, Manu Katché, Jean-Yves D'Angelo et Kamil Rustam pour Unis vers l'uni de Michel Jonasz
  - Serge Gainsbourg et Philippe Lerichomme pour Love on the Beat de Serge Gainsbourg
  - Michel Berger pour Rock'n'Roll Attitude de Johnny Hallyday

### Son
- Andy Scott pour Julien Clerc à Bercy
  - Claude Grillis pour Unis vers l'uni de Michel Jonasz
  - Larry Alexander et John Goldberger pour Love on the Beat de Serge Gainsbourg

### Pochette de disque
- Love on the Beat de Serge Gainsbourg (photo : William Klein)
  - Aï de Jacques Higelin (photos : Corinne Berthelot et Bettina Rheims)
  - Rock'n'Roll Attitude de Johnny Hallyday (photo : Serge Van Poucke - Concepteur/graphiste : Stan Lévy)

### Humoriste

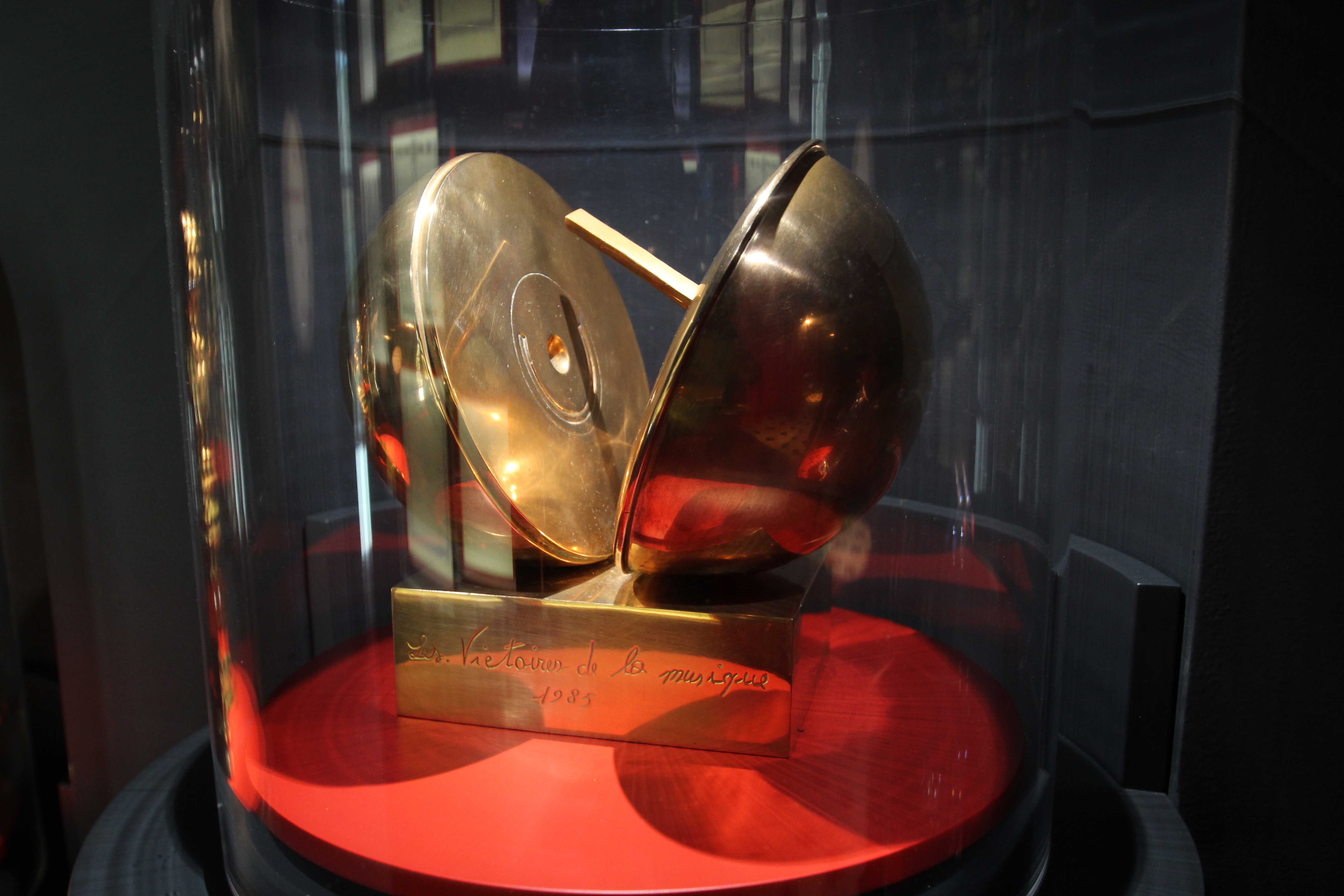
La Victoire de la musique de Raymond Devos, exposée au musée Raymond Devos.

- Raymond Devos
  - Coluche
  - Michel Leeb

## Artistes à nominations multiples
- 6 nominations :
  - Michel Jonasz
- 5 nominations :
  - Julien Clerc
- 4 nominations :
  - Serge Gainsbourg
- 3 nominations :
  - Johnny Hallyday
- 2 nominations :
  - Jean-Jacques Goldman
  - Jeanne Mas
  - Les Rita Mitsouko
  - Jacques Higelin

## Artiste à récompenses multiples
3 victoires :
- Michel Jonasz

2 victoires :
- Jeanne Mas

- Serge Gainsbourg